# Challenger de Burnie II 2024
El torneo Burnie International II 2024 fue un torneo de tenis perteneció al ATP Challenger Tour 2024 en la categoría Challenger 75. Se trató de la 20ª edición; el torneo tuvo lugar en la ciudad de Burnie (Australia), desde el 5 hasta el 11 de febrero de 2024 sobre pista dura al aire libre.

## Jugadores participantes del cuadro de individuales
| Favorito | País                 | Jugador            | Rank1 | Posición en el torneo |
| -------- | -------------------- | ------------------ | ----- | --------------------- |
| 1        | Bandera de Australia | Adam Walton        | 177   | CAMPEÓN               |
| 2        | Bandera de Japón     | Yuta Shimizu       | 212   | Segunda ronda         |
| 3        | Bandera de Australia | Li Tu              | 215   | Cuartos de final      |
| 4        | Bandera de Australia | Dane Sweeny        | 233   | FINAL                 |
| 5        | Bandera de Australia | Tristan Schoolkate | 257   | Semifinales           |
| 6        | Bandera de Japón     | Yasutaka Uchiyama  | 268   | Semifinales           |
| 7        | Bandera de Australia | James McCabe       | 270   | Cuartos de final      |
| 8        | Bandera de Australia | Philip Sekulic     | 273   | Cuartos de final      |

- 1 Se ha tomado en cuenta el ranking del 29 de enero de 2024.

### Otros participantes
Los siguientes jugadores recibieron una invitación (wild card), por lo tanto ingresan directamente al cuadro principal (WC):
- Jake Delaney
- Matt Hulme
- Hayden Jones

Los siguientes jugadores ingresan al cuadro principal tras disputar el cuadro clasificatorio (Q):
- Taisei Ichikawa
- Andre Ilagan
- Masamichi Imamura
- Takuya Kumasaka
- Yuki Mochizuki
- Calum Puttergill

## Campeones

### Individual Masculino
- Adam Walton derrotó en la final a  Dane Sweeny por 6–2, 7–6(4)

### Dobles Masculino
- Benjamin Lock /  Yuta Shimizu derrotaron en al final a  Blake Bayldon /  Kody Pearson por 6–4, 7–6(4)